# セコイヤチョコレート

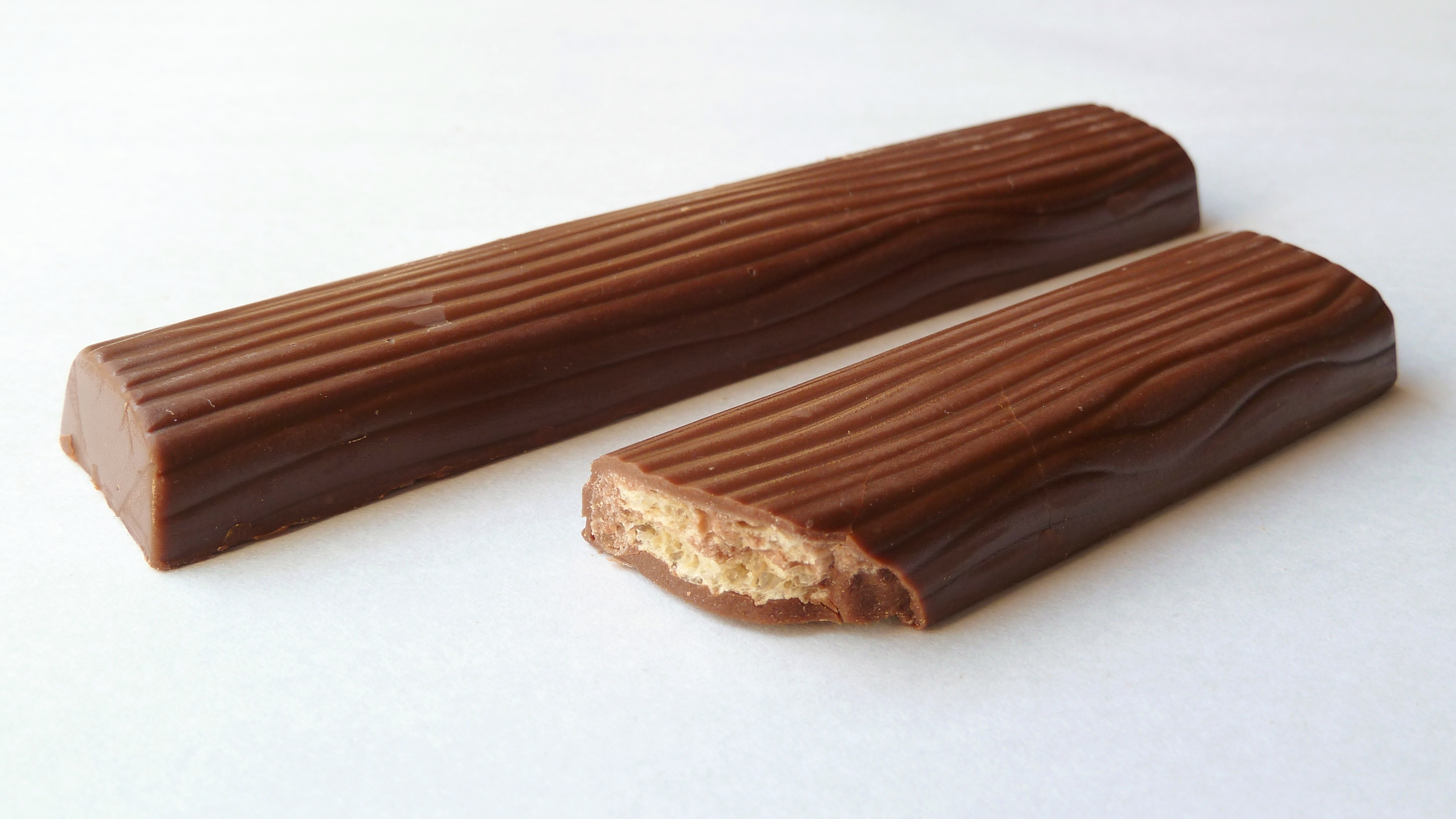
セコイヤチョコレートのミルク味

セコイヤチョコレートは、フルタ製菓が販売しているチョコレート菓子。

## 概要
1976年販売開始。2層のウエハースをクリームで包み、チョコレートでカバーリングしたものとなっている。表面は木目調で、半円筒型の形をしている。ウエハースのサクサク感とチョコのくちどけ感を同時に味わえることを売りとしている。現在はミルク味、イチゴ味、アーモンド味を販売している。
セコイヤチョコレートが、滋賀県高島市のマキノ高原にあるメタセコイア並木をイメージさせることから、相互に包括連携協定を結んでいる。滋賀県ではこれにちなみ「マキノ高原限定パッケージセコイヤチョコレート」として土産店などで限定販売したこともある。